# Parque Manuel Belgrano
El Parque Manuel Belgrano es un parque público que se encuentra en el barrio de Palermo en la ciudad de Buenos Aires. Está rodeado por la calle Salguero, Avenida Costanera Rafael Obligado, Avenida General Sarmiento y Avenida Leopoldo Lugones. Se encuentra frente al Aeroparque Jorge Newbery (del lado de enfrente de la Avenida Sarmiento) y la Costa Salguero (del lado de enfrente de la Avenida Costanera Rafael Obligado).

## Infraestructura deportiva
El parque cuenta con amplias instalaciones, entre las que se encuentran:
- Circuito grande de ciclismo: «Circuito KDT» (Kilómetro, Distancia, Tiempo)
- Piscina
- Senderos asfaltados a los costados del circuito grande para realizar recorridos en bicicleta
- Velódromo para bicicletas
- Cancha de Speedball
- Cancha de vóley
- Cancha de fútbol
- Cancha de vóley
- También se hace hockey
- Pista de skate

## Actividades deportivas
En el parque se desarrollan los siguientes deportes
- Natación durante la temporada de verano
- Ciclismo
- Paintball (modalidad Speedball)
- Skate

## Transporte (colectivos)
En las inmediaciones del parque se encuentran varias líneas de colectivos que recorren la zona.
Algunas líneas de colectivos que pasan cerca del parque:
10, 67, 102, 130, 161, 45, 33

## Horario de Pista de Ciclismo
Lunes a viernes de 08:00 a 22:00
Sábados y domingos de 08:00 a 20:00